# Pumora hyperion
Pumora hyperion är en fjärilsart som beskrevs av Dyar 1918. Pumora hyperion ingår i släktet Pumora och familjen nattflyn. Inga underarter finns listade.